# حسن الحجي
حسن الحجي (مواليد 10 يوليو 1987) هو لاعب كرة قدم سعودي.

## مسيرة اللاعب
كانت بداياته مع نادي الفتح وأعاره الفتح إلى أندية الخليج والرياض وانتقل إلى نادي الحزم في عام 2015 وانتقل إلى نادي الطائي 2016 وانتقل إلى نادي العين في عام 2019 وانتقل إلى نادي النهضة في عام 2020.

## وصلات خارجية
- حسن الحجي على موقع Soccerway.com (الإنجليزية)